# Diyar Múdar
Diyar Múdar (àrab: ديار مضر, Diyār Muḍar) fou una regió musulmana de Mesopotàmia a la zona coneguda per Al-Jazira (formada per Diyar Bakr, Diyar Múdar i Diyar Rabia) concretada en les terres regades per l'Eufrates, el Balikh i el curs inferior del Khabur; la regió va entre Samòsata (Sumaysat) al nord, fins a Anah al sud. La ciutat principal i capital fou al-Rakka a la vora de l'Eufrates, i altres ciutats destacades foren Al-Rahba, Haran, Edessa (Urfa), al-Karkisiya i Sarudj.
Formà part de la província d'al-Jazira fins que en fou separada sota els hamdànides quedant integrada a l'emirat d'Alep, retornant més tard a Mossul fent part de la Djazira (Edessa però fou ocupada pels romans d'Orient el 1032).
Dominada pels buwàyhides, s'hi va establir la dinastia dels Numayrites o Banu Numayr amb centre a Haran. La part nord de la regió amb Edessa va quedar força temps sota govern cristià i sotmesa a la colonització armènia. La presència dels turcmans (entre els quals els seljúcides) es va iniciar el 1065, i incrementar després del 1071.
El 1078 Haran i Sarudj van passar a mans de l'emir dels Banu Uqayl de Mossul, Muslim ibn Kuraysh, vassall seljúcida. Al mateix temps Edessa va passar a mans de l'armeni Filàret, que dominava diverses terres de les muntanyes del Taure oriental, fins que finalment tot el Diyar Mudar amb Mossul i Edessa, van caure en mans de Malik Shah el 1086. A la seva mort el 1092 els armenis es van fer independents a Edessa i van ocupar diversos territoris a l'entorn al sud de les muntanyes del Taure i el curs mitjà de l'Eufrates. Haran es va erigir també en un senyoria independent, aquí d'un cap turcman (inici del segle xii), disputat per ortúquides i zengites.
El 1158 Imad al-Din Zengi II va concedir el territori d'Haran (i part del Diyar Mudar) a Ali Küčük d'Irbil, per tenir assegurat el reclutament de turcmans i kurds, i es va formar la dinastia dels Begtegínides que va durar bona part del segle xii. El zengita Nur al-Din Mahmud va suprimir el 1163 la senyoria dels Banu Uqayl que subsistia a Kalat Djabar.
Mort Nur al-Din, el Diyar Mudar va quedar en mans de l'aiubita Saladí que el va concedir al seu nebot al-Muzaffar I Taki al-Din Umar (1178-1191) i després al seu propi germà al-Adil I Abu Bakr ibn Ayyub (1191-1218). Quant aquest va unificar als aiubites, el 1201 va concedir la regió com a feu al seu fill Al-Ashraf ibn al-Adil que el 1229 la va bescanviar per Damasc amb el seu germà al-Kamil ibn al-Adil d'Egipte (1218-1238); aquest la va concedir al seu fill al-Salih Ayyub ibn al-Kamil (1238) el qual, amenaçat per altres aiubites, la va entregar als trucmans del xa de Coràsmia que havien estat expulsats de l'Àsia Menor cap a Akhlat, i va aconseguir el poder a Egipte; però la derrota dels turcmans del xa de Coràsmia no la va poder aprofitar, i la caiguda de la dinastia aiubita d'Egipte es va produir de fet el 1250, el que va deixar la regió en mans d'al-Nasir Yusuf ibn al-Aziz (1236-1260), príncep aiúbida d'Alep. Va restar a les seves mans fins al 1260 quan Alep i el Diyar Mudar foren conquerits pels mongols.
El seu domini fou breu i llavors va passar als mamelucs egipcis i fou terra de frontera primer amb els mongols de Pèrsia i al segle xiv amb els emirats turcmans formats una mica més al nord. En totes aquestes lluites Haran va quedar destruïda i Edessa va sorgir com a capital regional. La població havia esdevingut de majoria turcmana (sobretot de la tribu döger). A final del segle xiv fou assolada per Tamerlà. Al segle xv va caure en mans dels Ak Koyunlu del Diyar Bakr, per retornar després als mamelucs i finalment (1516) als otomans amb els quals va formar el wilayat d'Urfa. El nom de Diyar Mudar va desaparèixer.